# Humilladero de la Santa Cruz
El Humilladero de la Santa Cruz, sito en Legorreta (Provincia de Guipúzcoa, España) está conformado por un volumen simple, un cubo muy regular, cubierto a cuatro aguas, con planta cuadrada. Se trata de un pórtico en el que se abren tres arcos de medio punto, mientras que el muro del fondo, que hace las veces de muro de contención de la ladera y fondo visual para la cruz, no presenta ningún hueco. Las esquinas se presentan achaflanadas y, flanqueando los arcos, lleva pilastras que rematan en cornisa de piedra sobre un entablamento esbozado por una moldura continua abocelada. 
El interior, donde se emplaza la cruz venerada, está cubierto con una bóveda de crucería, de terceletes, y cinco claves en los encuentros de los nervios.
El acceso al humilladero se realiza por el arco de medio punto del muro frontal, precedido de un jardincillo con arbustos, cercado por un bajo pretil. Todos los arcos están cerrados con verja.
Se asienta el humilladero en el lugar donde la ladera comienza a subir, con el jardincillo que lo precede en el punto de arranque y el muro del fondo conteniendo la ladera. Su base se mantiene a cota desde el jardincillo, mientras que la propia estructura se adapta a la pendiente. Queda exento, pero actualmente no es referencia visual en el camino, puesto que se encuentra rodeado de edificios de viviendas. Sin embargo, dada su orientación, la cruz permanece visible desde el camino.

## Análisis formal
Esta pequeña obra trasmite la sensación de ser un pequeño proyecto aparentemente concebido de manera unitaria y ejecutado del mismo modo; evidencia sin duda la influencia o, quizás incluso la mano, de un tracista culto, en un período brillante de la arquitectura guipuzcoana de autor.
La sencilla idea general es «cartesiana», y se desarrolla a base de formas elementales: el cubo casi perfecto y los grandes y rotundos arcos semicirculares, como respuesta racional a una modesta promoción y a unas premisas culturales contemporáneas.
Constructivamente responde, también coherentemente, a ese modo contradictorio de hacer la arquitectura -combinando las formas tardo góticas de cubrición, con las del último barroco e incluso del período neoclásico– de nuestro Territorio Histórico, que se utiliza incluso en las más importantes obras del momento, como Santa María de Donostia y otras.
En suma, se trata de una pequeña y cuidada joya, mezcla de un cuidadoso hacer que incluye lo rural y lo culto.

## Análisis constructivo
Los muros frontal y laterales son de sillería bastante bien labrada. El muro zaguero está realizado en mampostería enlucida y blanca al exterior. El interior está enlucido y pintado de azul celeste, incluso las plementerías de la bóveda.
El interior está cubierto con una bóveda de crucería, ya descrita, y los faldones de la cubierta se rematan con teja curva.

## Otros elementos
Este humilladero guarda en su interior una cruz de piedra tallada sobre pedestal escalonado; sus brazos rematan en florones, y está profusamente decorada con relieves de los símbolos de la Pasión.